# Marcello Boglione
Marcello Boglione (Pescara, 21 febbraio 1891 – Torino, 1957) è stato un pittore e incisore italiano.

## Biografia
Marcello Boglione è nato a Pescara, da Angelo, generale, discendente da una famiglia piemontese. Si trasferisce prima a Nizza Monferrato, dove studia con Henry Mottez, poi a Roma, intorno al 1908, dove studia con Dante Ricci. A Roma entra in contatto con il gruppo dei XXV della campagna romana, nato nel 1904. Esordisce come pittore alla Promotrice di Torino del 1909. Si trasferisce stabilmente a Torino nel 1922, e lì si dedica quasi a tempo pieno all'incisione, impegnandosi anche in iniziative per diffondere e valorizzare la grafica incisa. Chiamato nel 1934 a sostituire Cesare Ferro, da poco scomparso, nell'incarico di Tecniche dell'Incisione, presso l'Accademia Albertina, nel 1938 ottiene la titolarità della Cattedra. Dai suoi allievi pretende la precisione, anche nel dettaglio.
Di lui scriveva il giornalista Paolo Cesarini: «Una gran calma, un pacato amore per gli aspetti più assorti della natura a preferenza delle avventure degli uomini che appaiono di rado e di sfondo, quasi superflui all'espressione più completa d'un affetto trepido. Per Boglione è chiaro, un intreccio di rami lisci di betulle, una chioma fiorita di castagno, i riflessi d'un canale, il patetico accartocciarsi d'un petalo sono avvenimenti panici, motivi di commozione creativa che durano uguali dalla scoperta fino al termine del lavoro.»
Presente a tutte le Biennali di Venezia che si sono svolte dal 1932 al 1954, nel 1940 Marcello Boglione ottiene il Premio "Volpi di Misurata" per l'incisione.

### Dipinti
- Sepolcri sulla via Appia, c. 1920
- Ruderi del Palatino, c. 1920
- Casa dell'artista a Cumiana

### Incisioni
Sulle rive del Sangone, 1915. Nel parco, acquatinta, 1915 (mm. 90x120). Fiori, 1925. La strada solitaria, 1926. Sponde del Po, 1926. Un angolo dello studio, acquaforte, 1926 (mm.120x160). Nudo, acquaforte, 1926. L'Aniene, 1928. Controluce, 1928. Betulle, 1929. La strada della valle, 1932. Lo studio, 1936. Meriggio tra i castagni, 1942. Pomeriggio al Valentino, 1946. Fuochi d'artificio, sd. Giardino romano, sd. Tramonto, sd. Via Santa Maria, sd. Grande albero, sd.

### Mostre

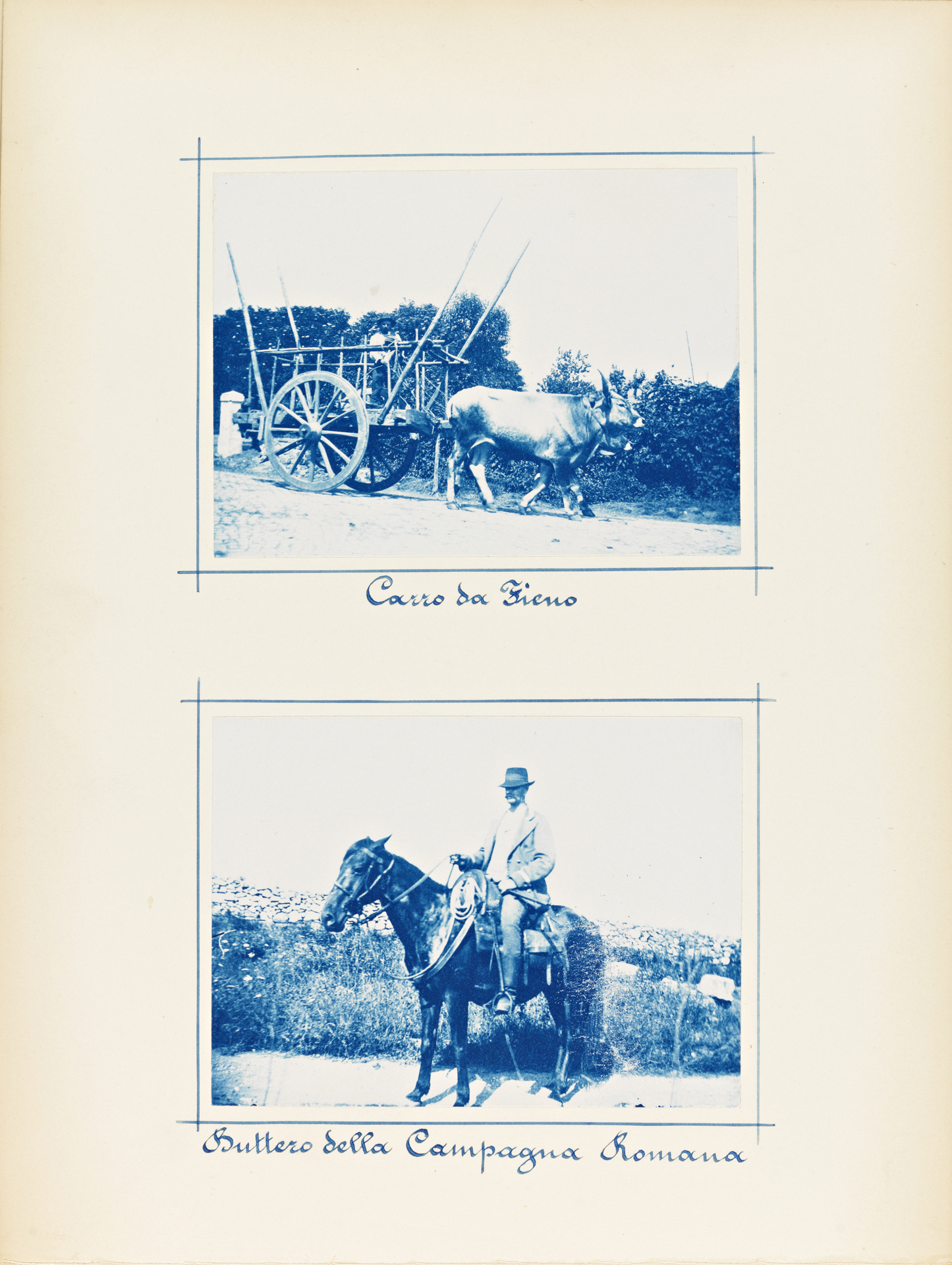
Carro da Fieno. Buttero della Campagna Romana. (Settembre 1899))

- 1923. Personale, Milano, Galleria d'Arte La Vinciana. (87 opere)
- 1942. Personale, Torino, Galleria d'Arte Martina. (dipinti)
- 1950. Personale allestita da Carlo Alberto Petrucci. Roma, Calcografìa Nazionale.
- 1959. Mostra postuma, Torino, Galleria d'Arte Fogliato. (83 opere)
- 1994. Marcello Boglione (1891-1957), Torino, Accademia Albertina di Belle Arti.